# 풀협죽도
풀협죽도(Phlox paniculata)는 북아메리카 원산인 여러해살이풀이다.

## 생태
줄기는 밀생하고, 곧게 선다. 잎은 마주나며 또는 3장씩 윤생하고 피침형으로 끝이 뾰족하다. 잎자루는 아주 짧으며, 길이는 10cm가량, 가장자리는 밋밋하고, 잔털이 있다. 꽃은 홍자색, 흰색이고 원줄기 끝에 여러 송이가 밀착하여 둥근 원추꽃차례를 이룬다. 꽃받침은 녹색, 5갈래, 기와처럼 겹쳐지며, 밑은 통 모양, 수술은 5개이다.

## 참고 문헌
- 이 문서에는 다음커뮤니케이션(현 카카오)에서 GFDL 또는 CC-SA 라이선스로 배포한 글로벌 세계대백과사전의 내용을 기초로 작성된 글이 포함되어 있습니다.